# 淡網紋裸胸鱔
淡網紋裸胸鱔，又稱淡網紋裸胸鯙、錢鰻、薯鰻、虎鰻，為輻鰭魚綱鰻鱺目鯙亞目鯙科的其中一種，分布於印度西太平洋區，從阿曼至印尼，北起日本，南至澳洲海域，體長可達80公分，為底棲性魚類，屬肉食性，生活習性不明。

## 擴展閱讀
維基物種上的相關：淡網紋裸胸鱔